# Ústup
Ústup (deutsch Austup) ist eine Gemeinde in Tschechien. Sie liegt drei Kilometer östlich von Olešnice und gehört zum Okres Blansko.

## Geographie

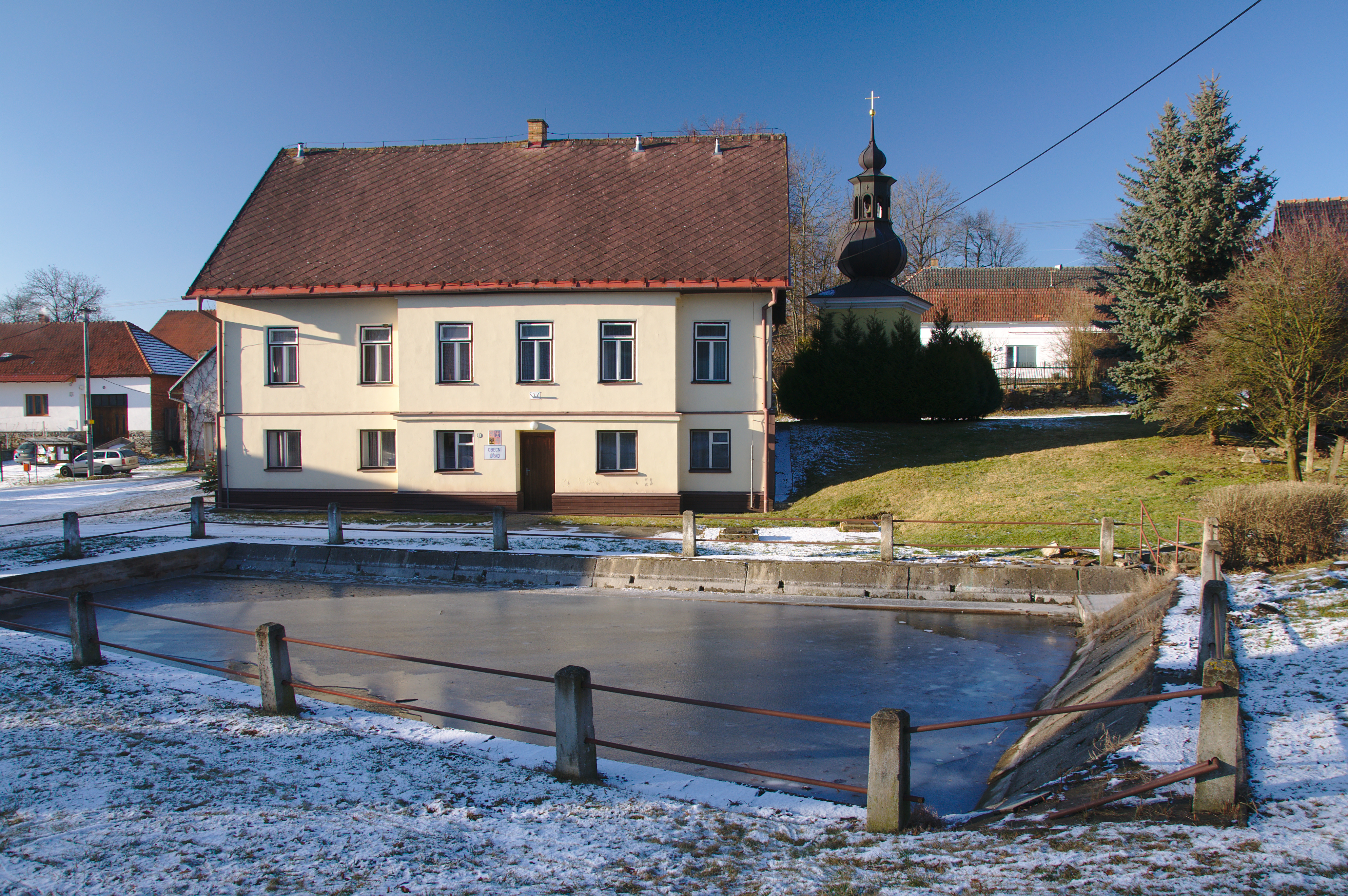
Gemeindeverwaltung, Kapelle in Ústup

Ústup befindet sich im Bergland der oberen Swratka, einem Teil der Böhmisch-Mährischen Höhe, auf einer Hochebene, die gegen Osten steil zum Tal der Křetínka abfällt. Südöstlich erhebt sich der Špilberk (Spielberg, 653 m), im Süden der Kamperk (Kammberg, 640 m) und nordwestlich der Zelenkův kopec (666 m). In Ústup entspringt der Bach Crhovský potok. Etwa drei Kilometer nordwestlich verlief die historische Landesgrenze Mährens mit Böhmen.
Nachbarorte sind Bohuňov und Horní Poříčí im Norden, Prostřední Poříčí im Nordosten, Dolní Poříčí und Křetín im Osten, Vřesice und Sulíkov im Südosten, Rozsíčka im Süden, Crhov im Südwesten, Olešnice im Westen sowie Kněževes und Veselka im Nordwesten.

## Geschichte
Die erste schriftliche Erwähnung des Dorfes erfolgte im Jahre 1374 als Heralt von Kunstadt seiner Frau Jitka Güter in Ústup als Aussteuer überschrieb. Zusammen mit Rozsíčka gehörte der größte Teil von Ústup zu den Herrschaften Lysice und Drnovice. Ein etwa neun Häuser umfassender Anteil war nach Kunstadt untertänig. Durch Ústup führte eine bedeutsame Kaiserstraße von Mähren nach Böhmen. Während des Ersten Schlesischen Krieges kam es am 9. Mai 1742 zwischen Deutsch Oels und Austup zu einem Nachtgefecht zwischen österreichischen und sächsischen Truppen, bei dem die Sachsen eine Niederlage erlitten. Neben mehr als 100 Gefallenen verloren sie dabei noch 200 Mann in österreichische Gefangenschaft. Im Jahre 1790 lebten in dem Dorf 188 Menschen. 1834 hatte Ústup 205 Einwohner.
Nach der Aufhebung der Patrimonialherrschaften bildete Ústup ab 1850 eine Gemeinde in der Bezirkshauptmannschaft Boskovice. Nach dem Bau der Eisenbahn verlor die Kaiserstraße nach 1848 ihre Bedeutung als Transportweg. 1868 wurde die Schule eingeweiht, zuvor erfolgte der Unterricht in Olešnice. 1890 hatte das Dorf 220 Einwohner, im Jahre 1900 waren es 207. Im Jahre 1939 lebten in der Gemeinde 171 Menschen. 1960 war die Zahl der Einwohner auf 101 gesunken. Mit Beginn des Jahres 1961 wurde Ústup nach Rozsíčka eingemeindet und zugleich dem Okres Blansko zugeordnet. Im Jahre 1980 bestand Ústup aus 21 dauerhaft zu Wohnzwecken genutzten Häusern und hatte 75 Einwohner. Zwischen 1990 und 1993 war Ústup ein Ortsteil von Olešnice. Seit 1994 besteht die Gemeinde Ústup wieder.

## Gemeindegliederung
Für die Gemeinde Ústup sind keine Ortsteile ausgewiesen.

## Sehenswürdigkeiten
- Glockenturm
- Aussichtsturm auf dem Zelenkův kopec, der 7 m hohe überdachte hölzerne Bau mit Plattformen entstand im Jahre 2006. Er ist gleicher Bauart wie der 2004 auf dem Kopaniny bei Olešnice errichtete Turm.
- Špilberk, Aussichtspunkt über das Tal der Křetínka
- Talsperre Letovice, östlich an der Křetínka